# ホセ・ベンリューレ
ホセ・ベンリューレ（José Benlliure y Gil、1855年10月1日 - 1937年4月5日）はスペインの画家である。長くローマで活動した。

## 略歴
バレンシアで装飾画家の息子に生まれた。弟のフアン・アントニオ・ベンリューレ(Juan Antonio Benlliure: 1859-1930)は画家になり、もう一人の弟、マリアーノ・ベンリューレ(Mariano Benliure: 1862-1947)は彫刻家として知られることになった。
バレンシアの学校(Escolapis)で学んだ後、14歳でバレンシアの王立サンカルロス美術アカデミー(Real Academia de Bellas Artes de San Carlos)でフランシスコ・マルチネス・マルケス(Francisco Martínez Marqués)に学び、バレンシアに戻っていた画家のフランシスコ・ドミンゴ・マルケス(Francisco Domingo Marqués: 1842–1920)の工房も訪れ、修行した。才能を認められ、16歳の時にはマドリードに送られ、国王の息子たちの肖像画を描くことを許され、マドリード滞在中は師のフランシスコ・ドミンゴ・マルケスの工房を訪ね、ベラスケスの作品を模写して修行した。
1874の美術振興協会の展覧会や1876年のスペイン全国美術展で入賞し、作品が買い上げられた。それらの資金でパリに旅した。
バレンシアに戻った後、ローマ留学の奨学金が得られるコンクールに応募し、ホセ・マリア・フェノレラ(José María Fenollera: 1851-1918)やイグナシオ・ピナソ・カマルレンク(Ignacio Pinazo Camarlench: 1849-1916) らと競った。優勝者はホセ・マリア・フェノレラになったがベンリューレにも奨学金が与えられることになり、1879年にローマに留学し、ローマのスペイン美術アカデミー (Academia Española de Bellas Artes en Roma) で学んだ。
1880年11月に結婚のためにバレンシアに短期間戻るが、ローマでの活動を続けた。ローマで活動するスペイン出身の画家たちの中心的な存在になり、1903年から1913年の間はローマのスペイン美術アカデミーの教授も務めた。
1916年に画家になった息子のホセ・ベンリューレ・オルティス(José Benlliure Ortiz: 1884-1916)が肺病で亡くなった後、バレンシアに戻った。バアレンシアの美術協会の名誉会長の称号を与えられ、美術館の館長に任じられその仕事を1924年まで続けた。
バレンシアで82歳で亡くなった。

## 作品

ローマのカーニヴァル、個人蔵
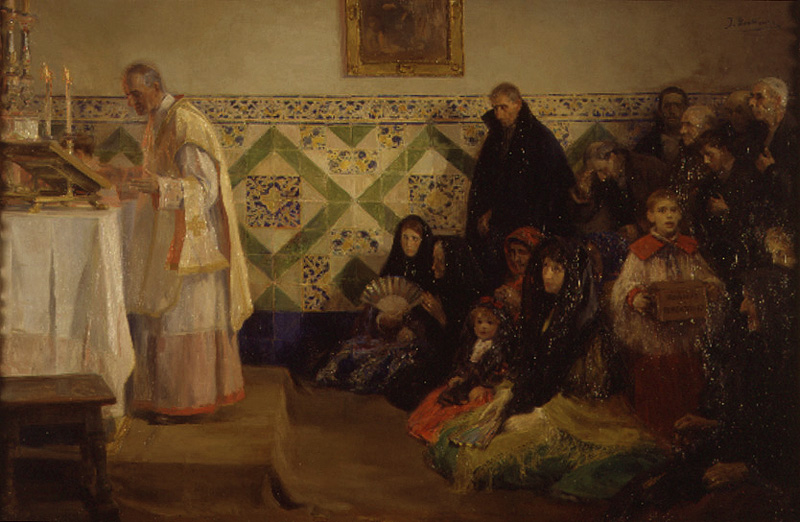
バレンシア、ロカフォルトの教会のミサ バレンシア美術館蔵
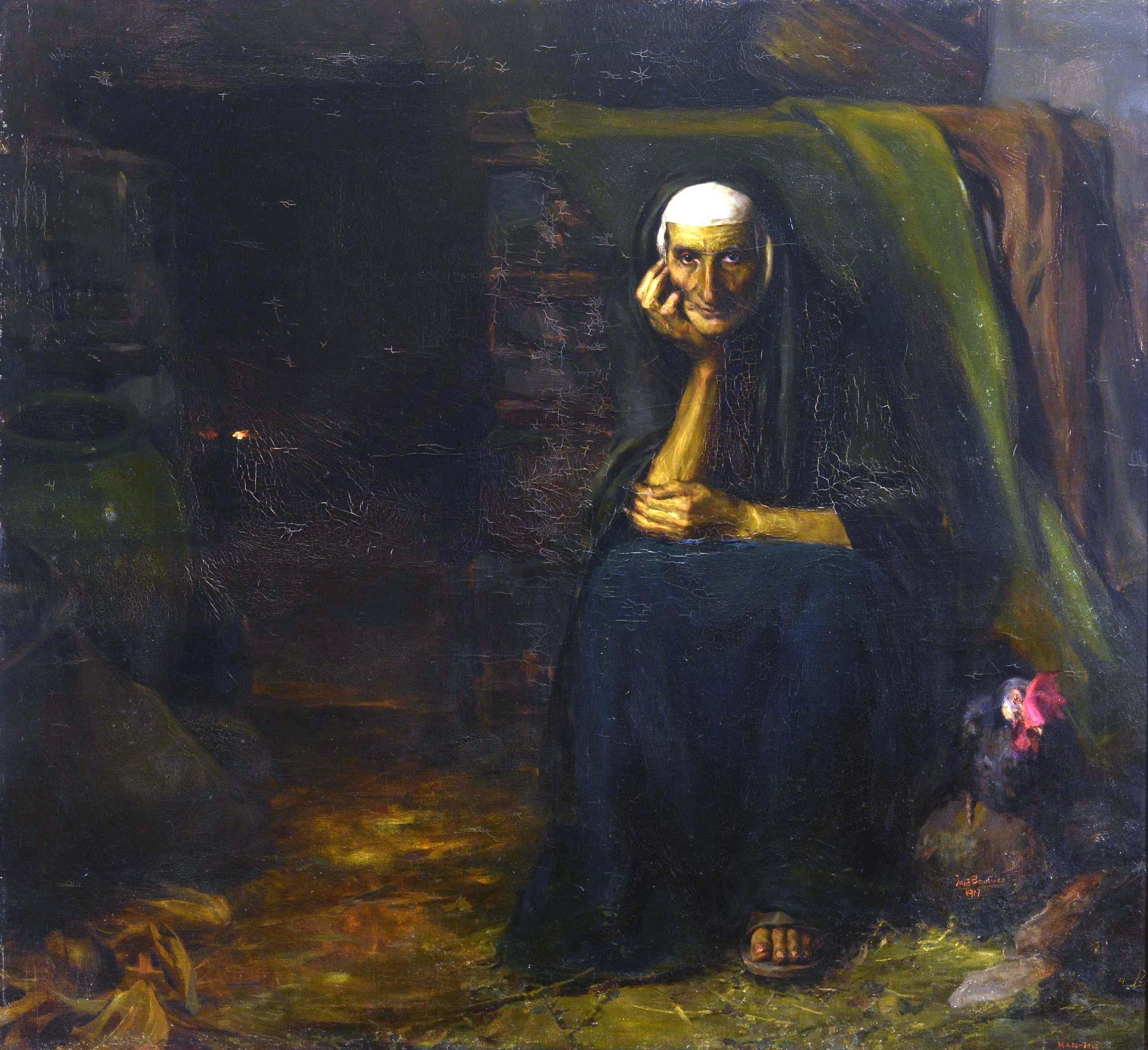
La vidente(魔女) プラド美術館蔵

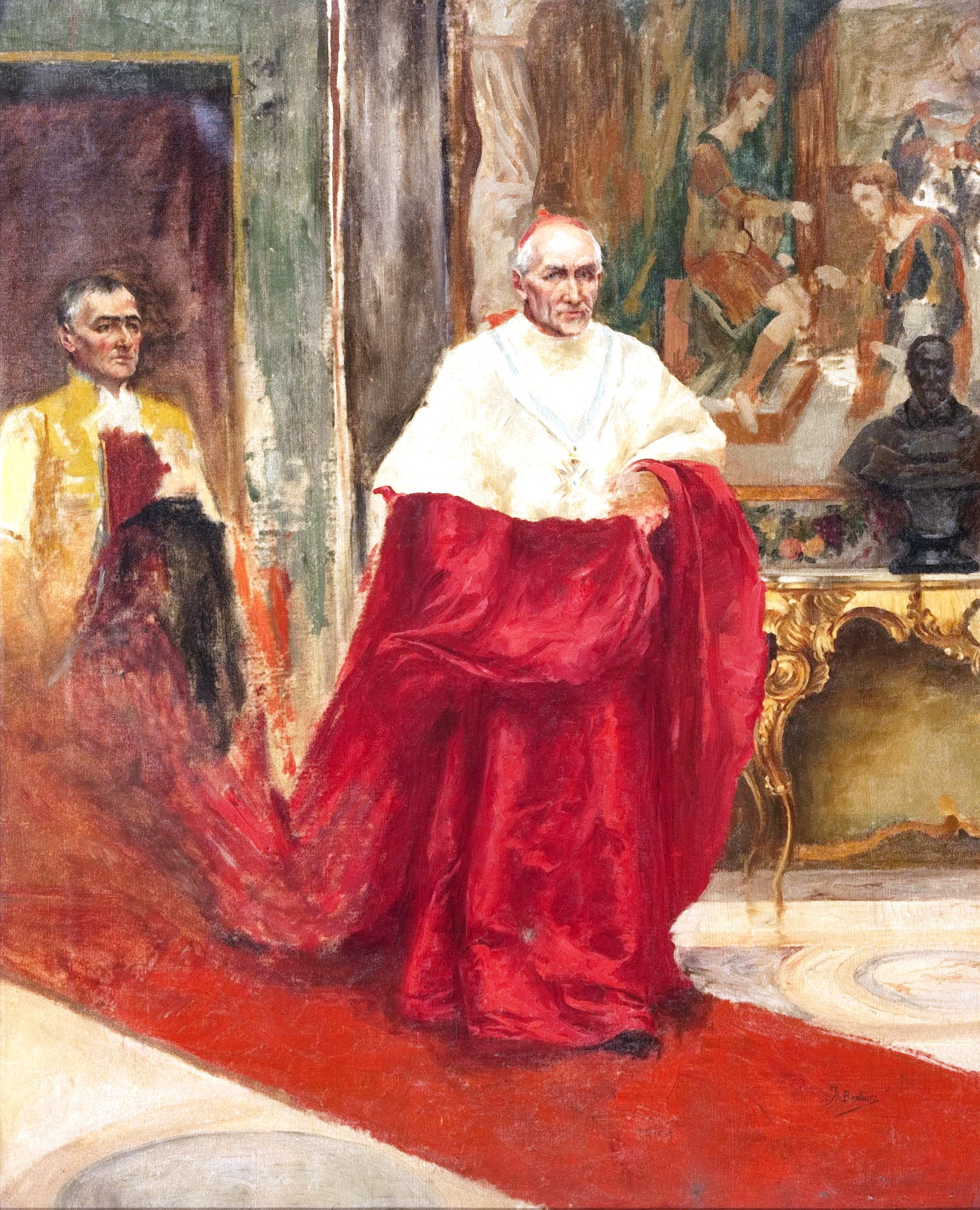
枢機卿 プラド美術館蔵
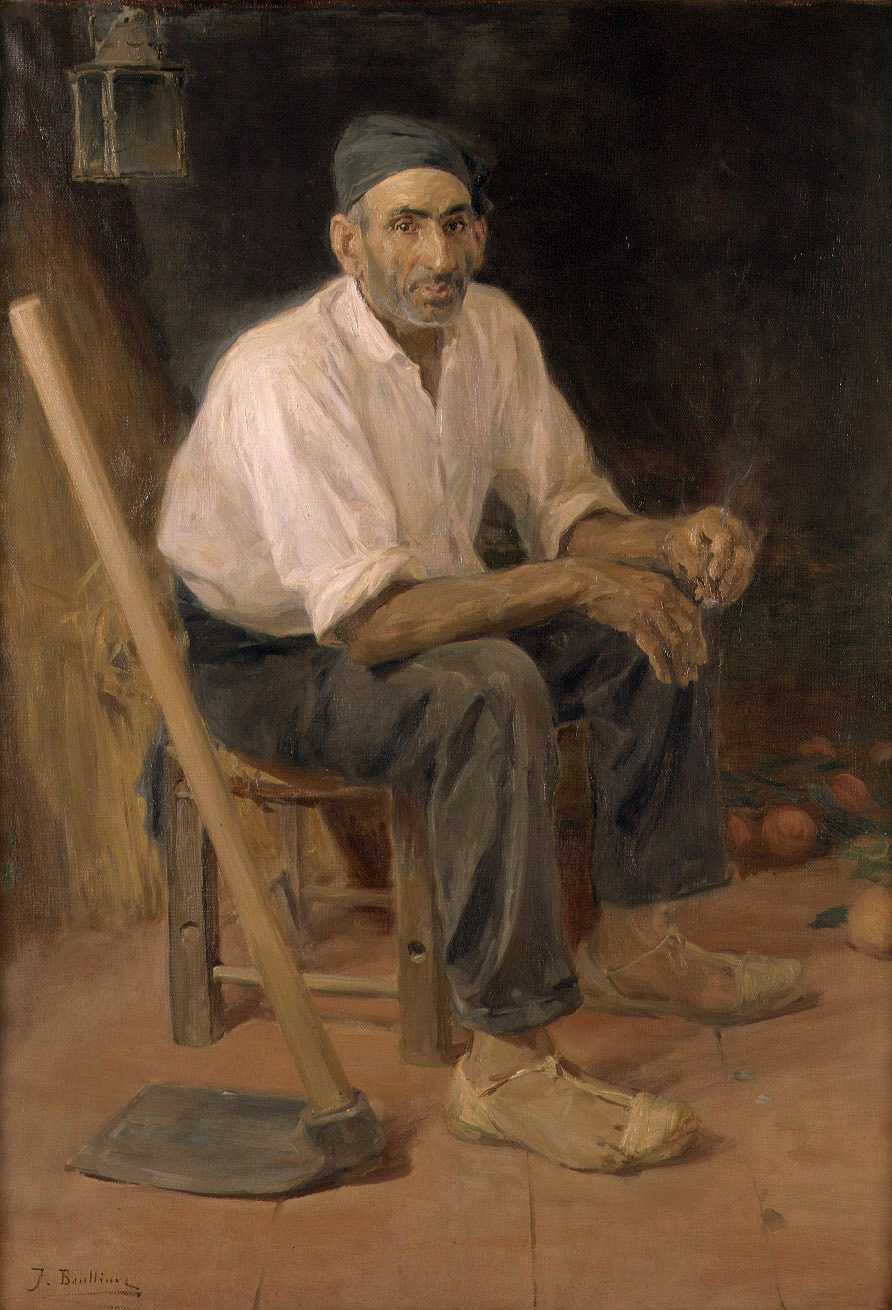
Uncle Andreu de Rocafort バレンシア美術館蔵
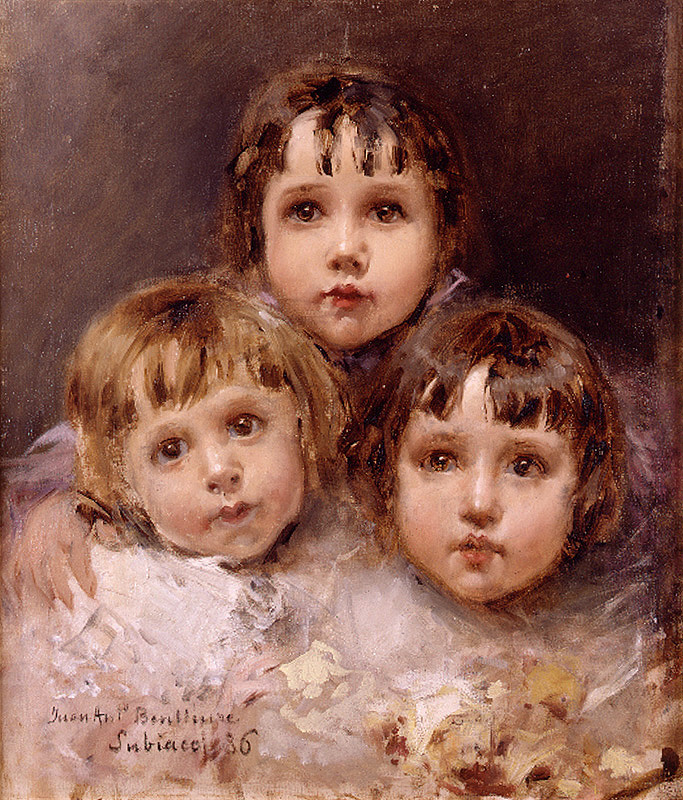